# Religião Perene
Religião Perene (ou Religio Perennis em latim) é um conceito, proposto pelo filósofo das religiões Frithjof Schuon (1907-1998), que aponta para a unidade subjacente dos patrimônios espirituais das grandes religiões mundiais. Esta “religião perene” foi sintetizada por Schuon no livro Sur les traces de la Religion Pérenne (Paris, Courrier du Livre, 1982)como “discernimento entre o Real e o irreal, e concentração no Real”. A primeira parte desta síntese, o discernimento metafísico, envolve a discriminação ou separação entre, de uma parte, o Absoluto e o Eterno (ou “Deus”, de acordo com a terminologia de Cristianismo, Islã e Judaísmo; ou “Nirvana”, segundo a terminologia não-teísta do Budismo) e, de outra parte, o mundo e o ego (ilusórios, ou “menos reais”, do ponto de vista do Absoluto).
A religio perennis não é uma nova revelação religiosa, não é uma “super-religião” que constituiria um sincretismo com elementos tirados de todas elas; nas palavras de Schuon, a religião perene é “a essência de toda forma de culto, de toda forma de oração e de todo sistema de moralidade”.
Isto porque, se, por exemplo, Cristianismo, Islã e Budismo têm formas de culto ou formas de oração significativamente diferentes umas das outras, estas três religiões têm ao mesmo tempo a concepção da possibilidade de contato entre o homem e Deus. Todas elas têm, portanto, ritos ou orações que realizam tal possibilidade. As formas destas orações ou destes ritos são distintas, mas a essência do rito e da oração convergem.
O mesmo raciocínio vale para seus sistemas de moralidade. Um muçulmano não pode beber bebida alcoólica, nem comer carne de porco, mas pode ter quatro esposas (algo muito raro na prática, diga-se). O cristão pode comer porco e beber álcool, mas não pode ter mais de uma esposa. Estas são diferenças na forma da moralidade, mas suas leis básicas nem por isso deixam de ser convergentes, como por exemplo, na condenação comum do homicídio, do suicídio, do roubo ou do falso testemunho.
Há uma fórmula patrística que, segundo Schuon, sintetiza o Cristianismo e, ao mesmo tempo, expressa a religio perennis nos termos desta religião. Trata-se da famosa frase de Santo Agostinho: “Deus se fez homem para que o homem retorne a Deus”. Nos termos da religião perene, o Real (Deus) se fez ilusório (o homem), para que o ilusório retorne ao Real.
No Islã, é o seu testemunho de fé (a Chahada) que sumariza a religio perennis: “Não há Deus senão o único Deus”. Significando aqui: não há Realidade (absoluta) senão em Deus.
Em outras palavras, a religião perene não é uma religião como as outras, pois não é revelada por um enviado ou um profeta, nem é uma tradição com um corpo de dogmas, ritos e sistema de moralidade formalmente estabelecidos. Ela é ademais autônoma em relação a tais formas exteriores. Poder-se-ia dizer também que ela é como que a quintessência de todas as religiões tradicionais. Ao mesmo tempo, toda religião autêntica e integral proporciona vias de acesso para a religião perene.